# Рихтер, Борис Христофорович
Борис Христофорович Рихтер (нем. Burchard Adam von Richter; 1782—1832) — генерал-лейтенант Русской императорской армии, генерал-адъютант.

## Биография
Родился 12 ноября 1782 года в семье лифляндских дворян.
С 6 декабря 1797 года начал службу в Таврическом 6-м гренадерском полку поручиком. 11 января 1803 года переведён был тем же чином в Конный лейб-гвардии полк и в 1805 году участвовал в кампании против французов, причём за отличие в бою под Аустерлицем награждён был орденом Святой Анны 3-й степени.
15 ноября 1807 года, будучи уже в чине штабс-ротмистра, Рихтер переведён был в лейб-гвардии Егерский полк и участвовал с ним в Отечественной войне 1812 года; 18 марта 1810 года получил чин полковника.

21 ноября 1812 года Рихтер награждён орденом Святого Георгия 4-го класса № 1090 
В воздаяние ревностной службы и отличия, оказанного в сражении против французских войск 1812 года августа 26 при селе Бородине, где встретил со своим баталионом сильным батальным огнём неприятеля, преследовавшего 3-й баталион, потом пошел на штыки и, бросясь вперед, личною храбростию подал пример подчиненным, чрез что принудил неприятеля с большею потерею и некоторым числом пленных, в коих находились два штаб-офицера, отступить и тем подал способ к соединению третьего баталиона с полком.
17 августа 1813 года, за отличие в баталии под Кульмом, был произведён в генерал-майоры, а 6 июня 1815 года был переведён в Финляндский лейб-гвардии полк. Получив затем назначение бригадным командиром 3-й бригады 3-й гренадерской дивизии, он 10 января 1816 года был назначен командиром Финляндского лейб-гвардии полка, на место генерал-майора Крыжановского, принял полк за границей, во Франции, и с ним вернулся в Россию.
Финляндским полком Рихтер командовал до 3 февраля 1821 года, когда вышел приказ о назначении его командиром гвардейской поселённой бригады Отдельного Литовского корпуса. Служа в Царстве Польском, он заслужил расположение цесаревича Константина Павловича и по его представлению получил орден Св. Владимира 2-й степени при рескрипте от 2 июня 1825 года.
В 1829 году Рихтер состоял генерал-лейтенантом и начальником сводной гвардейской и гренадерской дивизии Резервного корпуса войск, под начальством цесаревича Константина стоявших, в Варшаве, и 12 мая 1829 года был назначен в генерал-адъютанты к Его Величеству.
Находясь в Варшаве в 1830 году в должности начальника той же дивизии, Рихтер в ночь с 16 на 17 ноября, при выходе из театра, был захвачен вооружёнными повстанцами в плен, в котором и находился до 3 сентября 1831 года.
Состоя затем начальником 3-й гвардейской пехотной дивизии, умер в Дрездене 30 октября 1832 года (исключён из списков в приказе 7 ноября 1832 г.).

## Семья
Жена — Елизавета Ивановна Герман, дочь генерала И. И. Германа. Дети:
- Константин (1806—1845), русский полковник, жена Лидия Петровна Мусина-Пушкина, дочь Елизавета (1841—1916) замужем за Оттоном (братом её отца)
- Александр (1809—1859), русский посланник в Брюсселе
- София (1811—1829 гг.)
- Владимир (1813—1846), капитан, жена Вера Власова
- Борис (Бурхард) (1815—1844 гг.)
- Наталья (1817—1852 гг.)
- Мария (род. 1819)
- Оттон (1830—1908) — генерал-адъютант, генерал от инфантерии русской императорской армии, управляющим делами Императорской главной квартиры, участник Кавказских походов и Крымской войны.